# Michael Ballack
Michael Ballack (ur. 26 września 1976 w Görlitz) – niemiecki piłkarz, grający na pozycji pomocnika.

## Kariera
Ballack zaczął uprawiać piłkę nożną w wieku 7 lat, rok później rozpoczął naukę w gimnazjum sportowym w Karl-Marx-Stadt. W 1995 rozpoczął karierę zawodową podpisując kontrakt z klubem Chemnitzer FC, grającym w 2. Bundeslidze. W 1997 przeszedł do 1. FC Kaiserslautern, z którym zdobył w sezonie 1997/98 tytuł mistrza Niemiec. W sezonie 1999/00 przeszedł do Bayeru 04 Leverkusen, gdzie zajął 3. miejsce w Bundeslidze i dotarł do finału Ligi Mistrzów. W 2002 roku przeszedł za 12,2 mln euro do Bayernu Monachium, podpisując umowę z bawarskim klubem do końca sezonu 2005/06.
Od 15 maja 2006 został piłkarzem Chelsea, z którą podpisał wówczas 3-letni kontrakt. Do angielskiego klubu przeszedł na tzw. zasadzie wolnego transferu. Za złożenie podpisu otrzymał blisko 3 mln euro. Zgodnie z umową Ballack miał zarabiać 130 tysięcy funtów tygodniowo, czyli ponad 6 milionów funtów rocznie (ponad 8,5 mln euro).
29 czerwca 2008 z reprezentacją Niemiec na boiskach w Austrii i Szwajcarii wywalczył tytuł wicemistrza Europy w piłce nożnej po przegranym finale 0-1 z Hiszpanią.
Oficjalna strona Chelsea w dniu 9 czerwca 2010 potwierdziła, że Niemiec wraz z wygaśnięciem kontraktu, opuści klub z Londynu.
Następnie Ballack na zasadzie wolnego transferu przeniósł się do Bayeru 04 Leverkusen i dołączył do tego klubu 1 lipca 2010. Tym samym po ośmiu latach powrócił do klubu, w którym zaczął odnosić sukcesy sportowe. Ostatni mecz ligowy rozegrał 5 maja 2012 roku. 2 października 2012 roku poinformował o zakończeniu kariery zawodniczej.

## Życie prywatne
Michael Ballack pochodzi z miasta Görlitz. Pół roku po jego urodzeniu, rodzice przenieśli się wraz z nim do Karl-Marx-Stadt.
15 lipca 2008 roku wziął ślub ze swoją wieloletnią partnerką Simone Lambe, z którą ma trzech synów: Louisa (ur. 2001), Emilio (ur. 2002, zm. 2021) i Jordiego (ur. 2005). 
Para rozwiodła się w 2012 r.
5 sierpnia 2021 roku podczas pobytu w Portugalii w miejscowości Tróia, gdzie Michael posiada rezydencję, zginął drugi syn pary, osiemnastoletni Emilio. Mężczyzna zgubił trasę do domu jadąc w nocy quadem i uległ wypadkowi na drodze nieprzystosowanej do kierowania takim pojazdem. Został wyciągnięty przez strażaków spod płonącego quada, ale nie udało się go uratować, gdyż obrażenia, jakie odniósł, były zbyt duże.

## Nagrody
- Człowiek roku w niemieckiej piłce nożnej: 2002